# Tordellego
Tordellego – gmina w Hiszpanii, w prowincji Guadalajara, w Kastylii-La Mancha, o powierzchni 33,47 km². W 2011 roku gmina liczyła 62 mieszkańców.